# Pîlîpî, Krasîliv
Pîlîpî (în ucraineană Пилипи) este un sat în comuna Cernelivka din raionul Krasîliv, regiunea Hmelnîțkîi, Ucraina.

## Demografie
Componența lingvistică a localității Pîlîpî
     Ucraineană (97,04%)
     Alte limbi (0,59%)
Conform recensământului din 2001, majoritatea populației localității Pîlîpî era vorbitoare de ucraineană (97,04%), existând în minoritate și vorbitori de armeană (1,18%) și găgăuză (1,18%).